# El Torno
El Torno é um município da Espanha na comarca do Vale do Jerte, província de Cáceres, comunidade autónoma da Estremadura. Tem 22 km² de área e em 2021 tinha 843 habitantes (densidade: 38,3 hab./km²).

## Demografia
| Variação demográfica do município entre 1991 e 2004 [carece de fontes?] | Variação demográfica do município entre 1991 e 2004 [carece de fontes?] | Variação demográfica do município entre 1991 e 2004 [carece de fontes?] | Variação demográfica do município entre 1991 e 2004 [carece de fontes?] |
| ----------------------------------------------------------------------- | ----------------------------------------------------------------------- | ----------------------------------------------------------------------- | ----------------------------------------------------------------------- |
| 1991                                                                    | 1996                                                                    | 2001                                                                    | 2004                                                                    |
| 1115                                                                    | 1033                                                                    | 948                                                                     | 939                                                                     |